# Tel'njaška

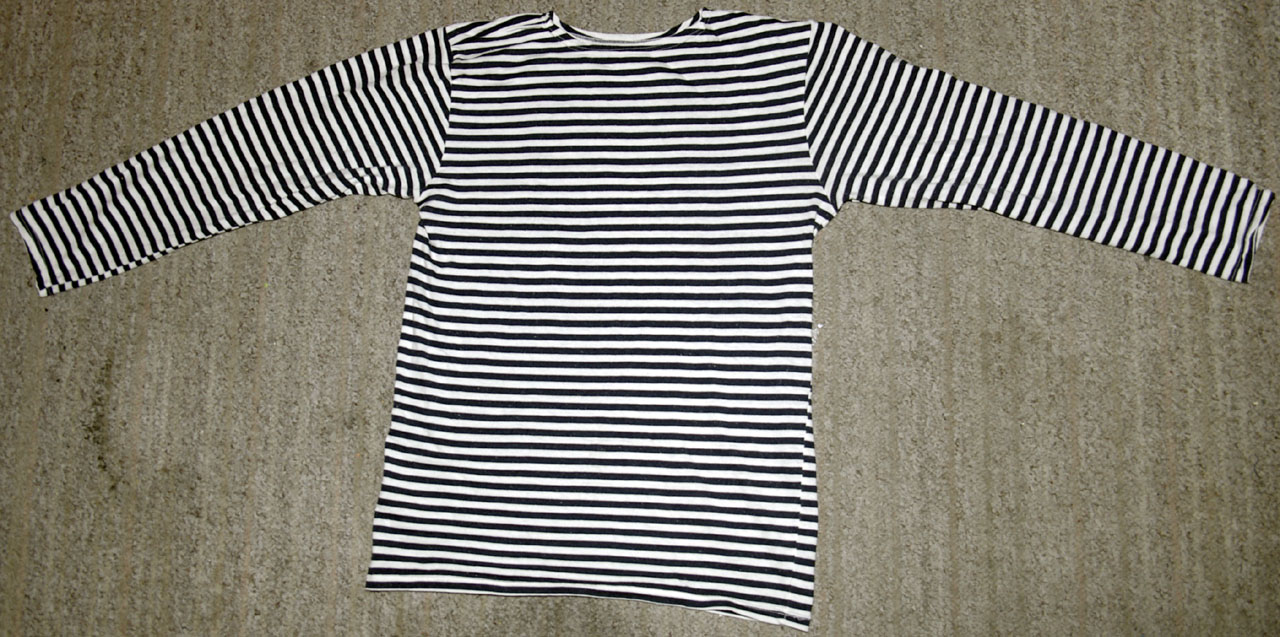
Tel'njaška a strisce bianche e nere. Usato dalla fanteria di marina dell'Unione Sovietica prima e della Russia in seguito.

La tel'njaška o tel'nik, in russo тельняшка? (IPA: /tʲɪlʲˈnʲaʂkə/), o тельник, (IPA: /tʲɪlʲˈnik/) è una maglietta a strisce bianche e blu, con o senza maniche, indossata dai marinai della Marina russa. Vestirla è motivo di grande orgoglio, tra i più famosi che la portarono ci fu il cecchino sovietico Vasilij Zaitsev. Questi era un marinaio della Flotta Sovietica del Pacifico che si offrì volontario per il servizio di terra durante la battaglia di Stalingrado e che, nonostante il trasferimento nell'esercito, rifiutò di rinunciare alla sua tel'njaška della Marina.
Il generale Margelov, che in seguito avrebbe modernizzato le forze aviotrasportate sovietiche, era stato in servizio in un'unità della fanteria navale durante la Grande Guerra Patriottica ed equipaggiò con le tel'njaška le truppe aviotrasportate, come segno del loro status di élite. C'è un detto comune che ironicamente ritrae le tel'njaška come un distintivo di mascolinità: «Нас мало, но мы в тельняшках!» (Nas malo, no my v tel'njaškah, «Siamo pochi, ma abbiamo le tel'njaška!»).
Le tel'njaška sono anche disponibili per il mercato civile e in diverse lavorazioni: quella a filo singolo è la dotazione militare standard, ma ve ne possono essere anche a filo doppio e quadruplo. Quest'ultima variante da sola può mantenere al caldo una persona anche con una temperatura esterna di 5 °C, dal momento che è stata originariamente concepita per essere indossata dagli incursori sotto la muta da sub.
Le tel'njaška affondano le proprie radici fra i mercanti e i pescatori della Bretagna, che per distinguersi da lontano da quelli di altre nazionalità adottarono questo modo di vestirsi, più tardi fatto proprio e reso famoso dalla marina francese e da altre marine dell'era pre-dreadnought. Il loro uso continuò per qualche tempo. La tradizione che vede le truppe di terra sovietiche e russe vestire uniformi navali deriva dai marinai della marina sovietica che nella seconda guerra mondiale combatterono a terra durante gli assedi.
Tel'njaška con strisce di colori diversi dal blu sono di solito usate per distinguere reparti speciali:
- Blu fiordaliso: paracadutisti del VDV, reparti spetsnaz del GRU
- Verde chiaro: guardie di confine dell'FSB
- Rosso: Rosgvardia e reparti spetsnaz dell'MVD
- Nero: fanteria navale